# Burg Bilstein (Haut-Rhin)
Die Burg Bilstein (französisch Château de Bilstein) ist eine bei Riquewihr im Elsass gelegene Ruine einer Spornburg. Sie liegt westlich von Ribeauvillé in den Vogesen auf dem 757 Meter hohen Gipfelkamm des Schlossbergs. Um sie von der nahe gelegenen gleichnamigen, früher lothringischen Burg Bilstein bei Urbeis (Bilstein lorrain) zu unterscheiden, wird sie auch Bilstein-Aubure (dt. Bilstein/Altweier) oder Bilstein alsacien genannt.
Die Burganlage steht seit dem 6. Dezember 1898 als Monument historique unter Denkmalschutz.

## Beschreibung
Die Anlage war zur Angriffsseite im Westen und Süden durch einen tiefen Spitzgraben gesichert und gliederte sich in zwei Bereiche: die auf einem steilen Granitfelsen errichtete Oberburg (französisch: haut château) mit einem Bergfried, der im Westen und Süden von einer Mantelmauer geschützt war, und die Unterburg mit Wirtschafts- und Wohngebäuden, die von einer doppelten Ringmauer umgeben waren.

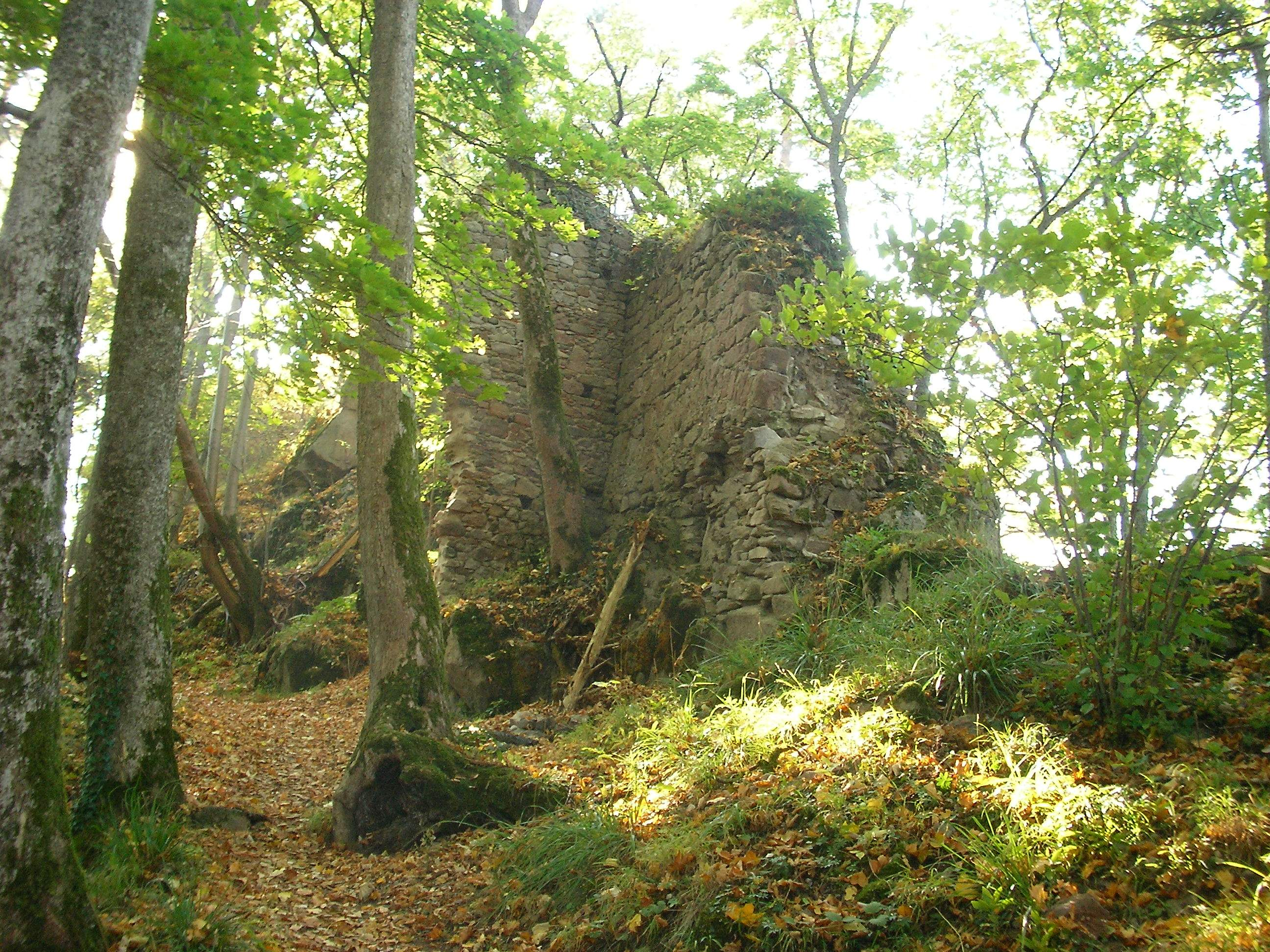
Mauerreste der Oberburg (Oktober 2007)

Von beiden aus Buckelquadern errichteten Bauten der Oberburg sind heute noch Reste erhalten. Der Stumpf des quadratischen Bergfrieds erhebt sich mit einem spitzbogigen Hocheingang auf einem 8,70 mal 7,80 Meter messenden Grundriss und besitzt an seiner Südostwand ein romanisches Löwenkopfrelief. Als Baumaterial kam – genauso wie bei der etwa einen Meter dicken Ringmauer – Sandstein zum Einsatz. Seine am Fundament 2,30 bis 2,80 Meter starken Mauern sind ab einer Höhe von etwa 6,5 Metern nur noch 1,40 bis 1,60 Meter dick.
Im Bereich der Unterburg sind die beiden Ringmauern die besterhaltenen Teile. Als Baumaterial dienten Bruchsteine aus Granit und Sandstein. Vom ehemaligen Palas existiert nur noch ein einziger Mauerrest, während die Ökonomiegebäude vollkommen verschwunden sind. Der damalige Burggraben ist heute verfüllt.

## Geschichte
Das genaue Gründungsdatum der Burg ist nicht bekannt. Bergfried und Mantelmauer wurden spätestens zu Beginn des 13. Jahrhunderts errichtet, stammen aber möglicherweise schon aus dem 12. Jahrhundert. In der Chronik Gesta Senoniensis ecclesiae des Mönchs Richer von Senones zum Jahr 1217 wird die Burg erwähnt. In jenem Jahr flüchtete sich der im Jahr 1206 abgesetzte Elekt von Toul, Mathieu de Lorraine, vor dem Zorn seines Neffen, des lothringischen Herzogs Theobald I., auf die Burg Bilstein. Mathieu hatte seinem bischöflichen Nachfolger Rainald von Senlis auflauern lassen, und in dem sich daraufhin entwickelnden Kampf war Rainald tödlich verletzt worden. Richer erwähnt in seinen Aufzeichnungen, dass sich die Burg zu jener Zeit im Besitz der Herren von Horburg befunden hat.
Später war die Anlage ein Lehen der Herzöge von Lothringen, die sie gemeinsam mit der dazugehörigen Herrschaft Riquewihr wieder an die Horburger gaben, die auch schon im Besitz der benachbarten Burg Reichenstein waren. 1324 verkauften die seinerzeit kinderlosen Brüder Walther und Burchhard von Horburg die Besitzungen an ihren Onkel mütterlicherseits, den nachmaligen Grafen Ulrich III. von Württemberg.
Das Haus Württemberg ließ die Anlage durch einen Burgvogt verwalten, der zugleich auch das Amt des Oberforstmeisters bekleidete. Die Burg wurde somit auch als Forsthaus genutzt. Der Bergfried diente bis ins Jahr 1489 zudem als Gefängnis. Noch im 14. Jahrhundert ließen die Württemberger die Burg umbauen und erweitern. Der Hocheingang des Bergfrieds stammt ebenso aus dieser Zeit wie die heute erhaltenen Reste der doppelten Ringmauer im Süden des Burgareals. Bis 1417 wechselte die Anlage von den lothringischen Herzögen in das Eigentum der Württemberger Grafen, denn in jenem Jahr führt eine Inventarliste die Burg Bilstein als württembergisches Allodial auf. Im 15. Jahrhundert fanden Instandsetzungsarbeiten statt: 1474 wurden umfangreiche Reparaturen an den Dächern der Gebäude sowie an deren Dachstühlen ausgeführt, und nur ein Jahr später wurde der burgeigene Backofen instand gesetzt.

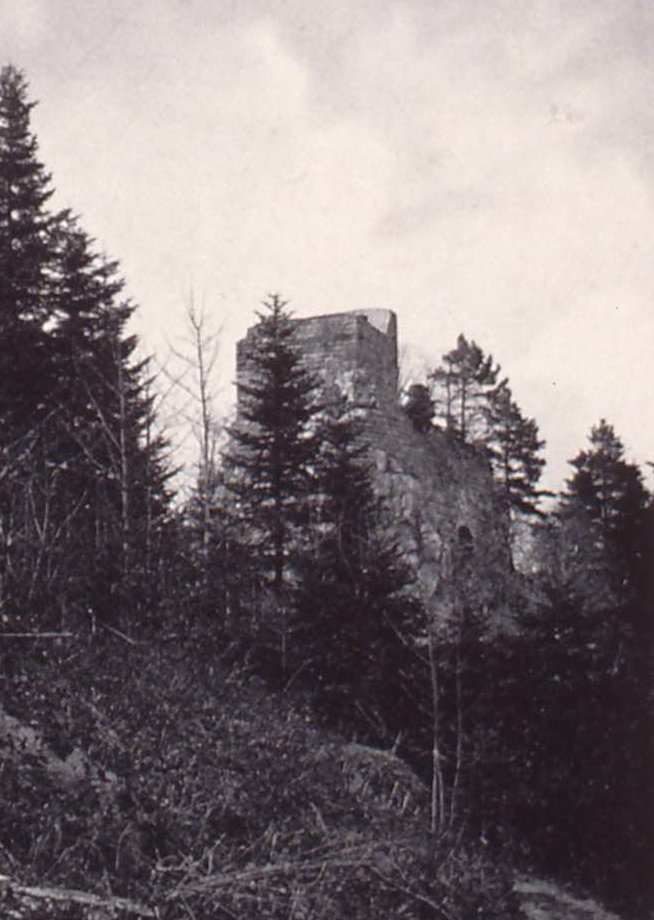
Bilstein auf einem Foto von Emile Wagner, 1900

Der Burgherr Georg I. von Württemberg-Mömpelgard schloss sich 1531 dem protestantischen Schmalkaldischen Bund gegen Kaiser Karl V. an. Nachdem die Truppen des Bundes jedoch im Schmalkaldischen Krieg 1547 von Kaiserlichen endgültig geschlagen worden waren, wollte Karl V. das Haus Württemberg für seine Opposition bestrafen. Er plante, die Grafschaft Mömpelgard (französisch: Montbéliard), einen württembergischen Besitz an der linken Seite des Rheins, einzuziehen und unter Sequestration zu stellen. Kaiserliche Truppen zogen deshalb noch im gleichen Jahr zur Burg Bilstein, um deren Übergabe zu fordern. Da der damalige Burgvogt diese verweigerte, belagerten die Soldaten Bilstein, hatten jedoch keinen Erfolg damit und mussten unverrichteter Dinge wieder abziehen. Erst ein Jahr zuvor hatte Herzog Christoph von Württemberg, der seit 1542 über die Grafschaft gebot, die Burganlage stärker befestigen lassen, und 1558/59 sowie 1561/62 folgten weitere Reparaturen an den Bauten.
Während des Dreißigjährigen Kriegs hatten kaiserliche Soldaten 1636 bei der Belagerung der Anlage mehr Erfolg. Nachdem sie die Burg vom 10. bis 13. Januar von der Außenwelt abgeriegelt hatten, konnten sie sie anschließend erobern. Die Gebäude wurden geschleift, sodass sie der damalige Burgvogt Georg Scheublin im Jahr 1640 als unbewohnbar bezeichnete und Quartier in Riquewihr bezog. Nach 1655 wurde die Ruine endgültig sich selbst überlassen. Sie verfiel immer mehr und diente der Bevölkerung des Umlandes als Steinbruch.